# Herbert S. Duffy
Herbert Smith Duffy (* 25. Februar 1900 in New Lexington, Ohio; † 29. Februar 1956 in Columbus, Ohio) war ein US-amerikanischer Jurist und Politiker (Demokratische Partei). Er war von 1937 bis 1939 und von 1949 bis 1951 Attorney General von Ohio.

## Werdegang
Herbert Smith Duffy, Sohn von Mary Fox Smith und Marcu Leo Duffy, wurde 1900 im Perry County geboren und wuchs dort auf. Er ging auf öffentliche Schulen in New Lexington und Columbus (Ohio). Dann besuchte er das Holy Cross College. 1920 graduierte er mit einem Bachelor of Arts am Dartmouth College und 1924 mit einem Bachelor of Laws an der Harvard University. Nachdem er seine Zulassung als Anwalt 1924 erhalten hatte, begann er in Cleveland in der Kanzlei von White, Cannon & Spieth zu praktizieren. Zu Anfang seiner Laufbahn führte er einen Fall gegen die Ohio Bell Telephone Company. Der Fall wurde vor der Public Utilities Commission of Ohio, dem Supreme Court of Ohio und dem Obersten Gerichtshof der Vereinigten Staaten verhandelt, und kam erst nach 14 Jahren zum Abschluss. Als Folge davon musste die Ohio Bell Telephone Company 7.500.000 US-Dollar an ihre Kunden zurückzahlen. In der zweiten Hälfte seiner Laufbahn gelang es ihm die Rechtsstreitigkeiten betreffend der Massachusetts Stimmzettel, der Ohio Turnpike Commission und der Ohio Arbeitslosenunterstützung zu einem Ende zu führen. Neben seiner Haupttätigkeit als Anwalt war Duffy 1927 auch als Dozent an der Cleveland Law School der Baldwin Wallace University tätig.
Während des Ersten Weltkrieges war er Flugschüler (student officer) im Fliegerkorps der United States Navy Reserve. Er trat in die US-Navy ein und war dann als Chief Quartermaster in der Flieger-Division tätig. Zuerst war er an der Ground School der University of Washington stationiert und später an der Naval Air Base in Miami (Florida). Nach dem Krieg war er ein prominentes Mitglied der American Legion. Er vertrat diese 1935 als National Commander beim Inter-Allied War Veteran’s Congress in Brüssel (Belgien).
Duffy gewann 1936 und 1948 jeweils die Wahl zum Attorney General von Ohio, verlor aber die Wahlen 1942 und 1950. Er erlitt 1940 eine Niederlage bei den demokratischen Vorwahlen für das Amt des Gouverneurs von Ohio und 1954 für das Amt des Vizegouverneurs von Ohio. Bei den Wahlen von 1944 und 1946 jeweils für einen Richterposten am Supreme Court of Ohio erlitt er ebenfalls Niederlagen.
Er verstarb 1956 nach einer kurzen Krankheit bei sich zuhause in Columbus und wurde dann auf dem Stadtfriedhof in New Lexington beigesetzt.

## Werke
- 1930: William Howard Taft[4]
- 1936: The Treasure Chest